# Abdelmajid Dolmy
Abdelmajid Dolmy (arabisch عبد المجيد الظلمي, DMG ʿAbd al-Maǧīd aẓ-Ẓulmī; * 19. April 1953 in Casablanca; † 27. Juli 2017) war ein marokkanischer Fußballspieler.

## Sportlicher Werdegang
Dolmy schloss sich 1971 zunächst der U-20-Nachwuchsmannschaft von Raja Casablanca an, rückte aber alsbald in die Wettkampfmannschaft des Klubs auf. Dort avancierte der Spielmacher, der durch seine Dribbelkünste, sein Stellungsspiel und seine akkuraten Pässe bestach, schnell zum Stammspieler und empfahl sich für die marokkanische Nationalmannschaft. Während seines bis 1987 dauernden Aufenthalts bei Raja gewann er drei Mal den marokkanischen Pokal. Mit der Nationalmannschaft war er unterdessen erfolgreicher, mit der Auswahl gewann er die Afrikameisterschaft 1976 und wurde bei den Wettbewerben 1980 und 1986 jeweils Dritter. Zudem gehörte er der Mannschaft an, die bei der Weltmeisterschaft 1986 vor England, Polen und Portugal Gruppensieger wurde und erst im Achtelfinale am späteren Finalisten Deutschland nach einer 0:1-Niederlage durch ein Tor von Lothar Matthäus wenige Minuten vor Abpfiff scheiterte. Zwei Jahre zuvor gehörte er zum Kader bei den Olympischen Spielen 1984, bei denen die Mannschaft jedoch im Fußballwettbewerb in der Gruppenphase gescheitert war. 
Ab 1987 ließ Dolmy seine Karriere bei CLAS Casablanca ausklingen. 1990 kehrte er noch einmal für eine Spielzeit zu Raja Casablanca zurück. 1992 zeichnete ihn die UNESCO für sein Fair Play aus, in seiner knapp 20 Jahre währenden Karriere hatte er insbesondere keinen Platzverweis erhalten.